# Kazimierz Sztramko
Kazimierz Sztramko (ur. 3 listopada 1915 w Boguszach, zm. 21 grudnia 1995 w Hamilton) – podporucznik pilot Polskich Sił Powietrznych w Wielkiej Brytanii.

## Życiorys
1 listopada 1937 ukończył kurs wyższego pilotażu w Grudziądzu i otrzymał przydział do 113 eskadry myśliwskiej.
We wrześniu 1939 wykonał 22 loty bojowe, 12 razy walczył w powietrzu. Oficjalnych zwycięstw K. Sztramko nie przyznano.
Przez Bukareszt i Bejrut dotarł do Marsylii (30 października 1939). We Francji latał na samolotach Bloch 151 i 152 w ramach GC II/10. Przez Algier, Casablankę i Gibraltar dotarł do Wielkiej Brytanii 17 lipca 1940 roku (numer służbowy 782842). 16 kwietnia 1941 przydzielony do dywizjonu 317
Zgłosił się na wyjazd do Afryki Północnej w składzie Polskiego Zespołu Myśliwskiego zwanego Cyrkiem Skalskiego, w którym odniósł 3 zwycięstwa.
23 lipca 1943 instruktor w 58 OTU. Od 20 listopada 1943 w dywizjonie 308
Awansowany do stopnia oficerskiego (nowy numer służbowy P.3037)
Po demobilizacji wyjechał do Kanady. Mieszkał w Ontario. Zmarł 21 grudnia 1995 w Hamilton.

## Zwycięstwa powietrzne
Na liście Bajana figuruje na 51. pozycji z 4 i 1/3 pewnymi zestrzeleniami.
Zestrzelenia pewne:
- Me 109 - 7 czerwca 1940
- 1/3 He 111 - 18 sierpnia 1942 (razem z S/Ldr Janem Zumbachem i F/Sgt W. Giermerem)
- Me 109 - 22 kwietnia 1943
- Mc 202 - 22 kwietnia 1943
- Me 109 - 6 maja 1943

## Awanse
- kapral - 19 marca 1934
- plutonowy - 1 kwietnia 1939
- starszy sierżant - 1 marca 1942
- chorąży - 3 maja 1944
- podporucznik - po 1944

## Ordery i odznaczenia
- Krzyż Srebrny Orderu Virtuti Militari nr 8483
- Krzyż Walecznych trzykrotnie
- brytyjski Distinguished Flying Medal